# Carmelo Scampa
Carmelo Scampa (* 27. Januar 1944 in Scandolara Ripa d’Oglio) ist ein italienischer Geistlicher und emeritierter römisch-katholischer Bischof von São Luís de Montes Belos in Brasilien.

## Leben
Carmelo Scampa empfing am 27. Juni 1971 die Priesterweihe für das Bistum Cremona.
Papst Johannes Paul II. ernannte ihn am 30. Oktober 2002 zum Bischof von São Luís de Montes Belos. Der Erzbischof von Goiânia, Washington Cruz CP, spendete ihm am 5. Januar des nächsten Jahres die Bischofsweihe; Mitkonsekratoren waren Aloísio Hilário de Pinho FDP, Bischof von Jataí, und Dante Lafranconi, Bischof von Cremona. Als Wahlspruch wählte er Lumen semitis meis.
Am 22. Januar 2020 nahm Papst Franziskus das von Carmelo Scampa aus Altersgründen vorgebrachte Rücktrittsgesuch an.